# スタニスワフ・ホジュシュ
スタニスワフ・ホジュシュまたはスタニスラウス・ホシウス（ポーランド語：Stanisław Hozjusz；ラテン語：Stanislaus Hosius、1504年5月5日 - 1579年8月5日）は、ポーランド出身のローマ・カトリック教会の枢機卿、1551年よりヴァルミャ（エルムラント）の領主司教、1558年より神聖ローマ皇帝のウィーン宮廷における教皇特使、1566年よりポーランドの教皇特使。

## 生涯
ホジュシュはドイツ、プフォルツハイム出身のウルリヒ・ホスの息子としてクラクフに生れ、イタリアに留学しパドヴァ大学、ボローニャ大学で法学を学んだ。1549年よりヘウムノ（クルマーラント）司教、1551年よりヴァルミャの領主司教となった。ホジュシュはイエズス会に共感を覚えており、積極的にプロテスタント宗教改革に反対して、やがてはポーランドで第2のサン・バルテルミの虐殺が起きることを望むようにすらなった。「ローマ・カトリック教会の財産」でなくなった聖書、つまりプロテスタントなどの異端が使用する聖書など、もはやイソップ寓話よりも無価値であると見なしてもいた。
1557年のピョトルクフ教会会議で「Confessio fidei christiana catholica」を採用したものの、ホジュシュは神学者というわけではなかった。しかし彼は大変有能な外交官、行政官であった。教皇は、続発するプロテスタントへの大量改宗を食い止めるべく戦わせるため任務をホジュシュに与えた。ホジュシュとマルチン・クロメルは、1525年にプロテスタント領邦となったプロイセン公国と隣合うヴァルミャ地方をカトリック地域に止めるのに、最も功労のあった司教だった。
ホジュシュは1558年（または1559年）にウィーン宮廷に召喚され、中断されていたイタリアでのトリエント公会議再開のための根回しに従事し、皇帝の長男マクシミリアンをカトリックに留まらせるために説得した。これらの任務に成功したおかげで、ホジュシュは1561年に枢機卿に昇任、1563年にはヴァルミャの司教区に帰還した。1566年、教皇ピウス5世はホジュシュをポーランド駐在教皇特使とした。
多くの困難な交渉の末、ホジュシュは急速に普及するプロテスタント勢力に対抗するためのカトリック学院をブラニェヴォ（ブラウンスベルク）に設立した。この学院はプロテスタント地域におけるローマ・カトリック伝道の中心地となった。1572年、グレゴリウス13世はホジュシュをドイツ信徒団（Congregatio Germania）の一員であると宣言した。1579年8月5日、ホジュシュはイタリア、ローマ近郊のカプラーニカ・プレネスティーナで没した。
ホジュシュは聖ペトルス・カニシウスの親友だった。ホジュシュとその後継の司教クロメルはヴァルミャ司教区で任期のあいだ、ドイツ語の演説と説教を多く残していた。これらは後にチェコ語、英語、フランス語に翻訳されている。